# قطعنامه ۱۶۵۸ شورای امنیت
قطعنامه  ۱۶۵۸ شورای امنیت سازمان ملل متحد که در تاریخ ۱۴ فوریه ۲۰۰۶ تصویب شد، سندی بین‌المللی دربارهٔ مسئلهٔ هائیتی است. این قطعنامه طی نشست ۵۳۷۲ام با ۱۵ رای موافق، ۰ مخالف و ۰ ممتنع تصویب شد.